# Samengedrukt kalkkopje
Het samengedrukt kalkkopje (Physarum compressum) is een slijmzwam behorend tot de familie Physaraceae. Het leeft saprotroof op kruidachtige plantendelen.

## Verspreiding
In Nederland komt het vrij zeldzaam voor. 